# سال‌های اضطراب
سال‌های اضطراب فیلمی به کارگردانی  و نویسندگی هوشنگ درویش‌پور ساختهٔ سال ۱۳۶۸ است.

## بازیگران
- توران اکبری
- بیژن درویش‌پور
- نصرت عزیزیان
- علیرضا سلیمی
- شهرام دانشگر
- لوئیز سیاوش
- جمشید محمدی